# La Puebla de Híjar
La Puebla de Híjar is een gemeente in de Spaanse provincie Teruel in de regio Aragón met een oppervlakte van 60,78 km². La Puebla de Híjar telt 930 inwoners (1 januari 2016).
Albalate del Arzobispo · Azaila · Castelnou · Híjar · Jatiel · La Puebla de Híjar · Samper de Calanda · Urrea de Gaén · Vinaceite